# 古川雄大
古川雄大（日语：／ Furukawa Yuta，1987年7月9日—）是日本男演員和歌手。
出生於日本長野縣。經紀公司為研音，唱片公司為SHINKO MUSIC ENTERTAINMENT。

## 概要

### 個人資料
因欣賞電視歌曲節目中的舞者表演而立志成為一名舞者，14歲開始在舞蹈學校學習爵士舞，進入高中後又學習古典芭蕾。中河內雅貴是在長野縣舞蹈學校的前輩。另一方面，在高中時期活躍於輕音部，有時也在學園祭的舞台上擔任主唱。
在高三去東京參加舞者試鏡時，在原宿被星探發掘。

### 演藝事業
19歲開始娛樂活動。2007年10月，在電視劇《風魔小次郎》中以演員身份出道，同年12月，出演舞台劇網球王子中的不二周助。
2012年，通過試鏡，在帝國劇場出演《伊麗莎白》中的魯道夫，首次出演大型音樂劇。2013年主演《羅密歐與茱麗葉》、2015年《黑執事》等大熱作品活躍。被稱為“音樂劇界的新王子”備受矚目 。
2018年獲得第9屆岩谷時子賞，2019年憑藉《莫札特!》獲得第44屆菊田一夫演劇賞。同年，他在《伊麗莎白》中飾演死神一角。
2018年出演TBS週日劇場《下町火箭》，2020年NHK晨間劇《歡呼》、日本電視台《極道主夫》、電影《信用欺詐師JP 公主篇》等話題作。
2021年7月，首次主演電視劇《女之戰爭 ～Bachelor殺人事件～》。
2021年8月21日，宣布感染新型冠狀病毒。原定於27日起舉行的音樂會「古川雄大　The Greatest Concert vol.1－collection of musicals－」的10場演出全部取消。9月1日，宣布痊癒。
2021年10月主演電視劇真正的哥哥，並為主題曲「指先、手」作詞作曲獻唱。
2022年4月首次舉行音樂劇音樂會。同年10月主演電視劇《戀與槍彈》。
2023年11月單獨主演帝劇《LUPIN ～卡里奧斯特羅伯爵夫人～》。

## 主要作品
- 註：粗體字表示主演

### 電視劇
- 風魔小次郎（2007年）- 霧風
- 新撰組異聞 PEACE MAKER（2010年1月，每日放送）- 市村辰之助
- 不良仔與眼鏡妹（第9話、最終回）（2010年6月18日、25日，TBS）- 長崎
- 下町火箭（第6話 - 最終回）（2018年11月18日 - 12月23日，TBS）- 吉井浩[1]
  - 新春特別編（2019年1月2日）
- Top Knife 天才腦外科醫生的條件（日语：トップナイフ-天才脳外科医の条件-）（2020年1月11日 - 3月14日，日本電視台）- 來島達也
- 歡呼（2020年，NHK）- 御手洗清太郎[2]
- 極道主夫（2020年10月11日 - 12月13日，日本電視台）- 酒井樹[3]
  - 極主夫道 爆笑！SP（2022年5月27日）
- Company（日语：カンパニー_(小説)#テレビドラマ）（2021年1月10日 - 2月28日，NHKBS）- 水上那由多
- 女之戰爭 ～Bachelor殺人事件～（日语：女の戦争〜バチェラー殺人事件〜）（2021年7月3日 - 8月7日，東京電視台）- 鳴戶哲也[4][5]
- 這是戀愛！～不良少年與白手杖女孩～（2021年10月6日 - 12月15日，日本電視台）- 茶尾[6]
- 為何認真戀愛？（2022年4月18日 - 6月20日，關西電視台・富士電視台）- 坂入拓人[7]
- 金田一少年之事件簿（第9話、最終回）（2022年6月26日、7月3日，日本電視台）- 霧生銳治[8]
- 戀與槍彈（2022年10月28日－12月23日，日本電視台）- 櫻夜才臣[9]
- Mr.新娘（2023年4月12日－6月21日，富士電視台）- 山本薰[10]
- Dr.Chocolate（2023年4月22日－6月24日，日本電視台） - 出川 / David幸太郎[11]
- 隼消防團（2023年7月13日－9月14日，朝日電視台） - 真鍋明光[12]
- 豈有此理〜蔦重繁華如夢故事〜（2025年，NHK） - 北尾政演（山東京傳）[13]

### 網路電視劇
- 戀愛約束（2008年、魔法のiらんど）- 大川健司
- LIAR GAME Episode Zero（2009年、フジテレビ On Demand） - 秋山深一
- Top Knife 天才護士的條件（日语：トップナイフ_(小説)#Huluオリジナルストーリー）（2020年3月14日 - 3月21日、Hulu） - 來島達也
- 真正的哥哥（2021年10月15日 - 12月3日、FOD）- 内田海利

### 電影
- AXION『アクション』（2008年3月公開）- 翔
- キズモモ。（日语：キズモモ。）（2008年9月6日公開） – 斉藤将也・安井勇人（1人分飾2角）
- 2STEPS！（2009年1月10日公開）- 結城巧
- 我的腐女友（2009年5月2日公開） - 瀬野コージ
- 僕らは あの空の下で（2009年8月公開） - 神崎浩紀
- 書の道（2009年12月公開） - 白鳥潤
- 最高でダメな男・築地編（2010年4月公開） - 田島望
- 假面騎士x假面騎士x假面騎士超．電王3MOVIE（日语：仮面ライダー×仮面ライダー×仮面ライダー THE MOVIE 超・電王トリロジー）（Episode Yellow- Diend）（2010年6月公開） - 黑崎怜治
- BECK（2010年9月4日公開） - 諸積ヨシト
- 石の降る丘（日语：石の降る丘）（2011年1月8日公開） - 津村外史
- Tanatosu（2011年9月公開） - 宮本
- 搖滾藍薔薇（日语：愛を歌うより俺に溺れろ!）（2012年8月25日公開） - 二階堂蘭
- work shop（2013年6月公開） - 司会者
- ブラック・フィルム（2015年1月24日公開） - 小川卓也
- 討厭的女人（日语：嫌な女）（2016年6月25日公開） - 太田俊輔
- 信用欺詐師JP 公主篇（2020年7月23日公開） - 克里斯多福‧胡[14]
- 極道主夫 THE CINEMA（2022年6月3日公開） - 酒井樹[15][16][17]
- 萌男友是柑橘色（2022年7月8日公開） - 新堂一馬[18]
- 電影版TOKYO MER：行動急診室（2023年4月28日公開） - 元町馨[19]

### 舞台劇 • 音樂劇
- 網球王子 - 不二周助（第四代）
  - Progressive Match 比嘉 feat.立海（2007年12月 - 2008年2月）
  - Dream Live 5th（2008年5月）
  - The Imperial Presence 氷帝 feat.比嘉（2008年7月 - 11月）
  - The Treasure Match 四天宝寺 feat. 氷帝（2008年12月 - 2009年1月）
  - Dream Live 6th（2009年5月）
  - Dream Live 2013（2013年4月28日）（作為特邀嘉賓出現）
- 風魔小次郎 - 霧風（2008年3月）
- 魅影（2010年11月 - 12月） - フィリップ・ドゥ・シャンドン伯爵
- 深説・八犬伝〜村雨恋奇憚〜（2011年2月） - 犬坂毛野胤智
- 醒めながら見る夢（日语：醒めながら見る夢）（2011年9月 - 10月） - 天使
- 伊麗莎白
  - （2012年5月 - 9月） - 魯道夫
  - （2015年6月 - 8月） - 魯道夫
  - （2016年6月 - 10月） - 魯道夫
  - （2019年6月 - 8月） - 死神
  - （2020年4月 - 8月） - 死神 ※由於新型冠狀病毒緊急事態宣言影響所有公演中止
  - （2022年10月 - 2023年1月） - 死神
- 100歳の少年と12通の手紙（日语：100歳の少年と12通の手紙）（2012年9月14日） - オスカー
- ライン（日语：ライン_(漫画)#舞台）（2012年12月） - トール
- 私のダーリン（2013年3月） - 便利屋の従業員
- 羅密歐與茱麗葉  - 羅密歐
  - （2013年9月3日 - 10月5日）
  - （2017年1月 - 3月）
  - （2019年2月 - 4月）
- CLUB SEVEN 9th stage!（2013年12月）
- Lady Bess（日语：レディ・ベス） - フェリペ
  - （2014年4月 - 9月）
  - （2017年10月 - 12月）
- ファースト・デート（2014年11月 - 12月） - レジー
- 七武士（2015年1月） - 久藏
- 泰坦尼克號（日语：タイタニック (ミュージカル)）（2015年3月 - 4月） - ジム・ファレル
- SUPER SOUND THEATRE「MARS RED」（2015年9月） - 栗栖秀太郎
- 黑執事 - 賽巴斯蒂安
  - 黑執事 燎原的彼岸花（2015年11月 - 12月）
  - 黑執事 諾亞方舟馬戲團篇（2016年11月 - 12月）
  - 黑執事 豪華客船篇（2017年12月）
- 1789 巴士底獄的戀人（日语：1789 -バスティーユの恋人たち-）（2016年4月 - 6月） - 馬克西米連·羅伯斯庇爾
- 莫札特!（日语：モーツァルト!） - 莫札特
  - （2018年5月 - 8月）
  - （2021年4月 - 6月）
- 瑪麗·安東妮（日语：マリー・アントワネット_(ミュージカル)）（2018年9月 - 2019年1月） - フェルセン伯爵
- 朗読劇「もうラブソングは歌えない」（2020年8月10日）
- The Musical Concert at Imperial Theatre（2020年8月）
- 朗読劇「ラヴ・レターズ（日语：ラヴ・レターズ (戯曲)）」（2020年8月22日）
- INSPIRE 陰陽師（2020年12月31日 - 2021年1月6日）
- 西哈諾·德·貝傑拉克（2022年2月7日 - 2022年2月20日） - 西哈諾·德·貝傑拉克
- スペクタクルリーディング バイオーム（2022年6月8日－6月12日） - 野口・一重の薔薇
- LUPIN ～卡里奧斯特羅伯爵夫人～（2023年11月 - 2024年2月） - 亞森·羅蘋

### CD
- 風魔小次郎 音楽集（2007年12月19日）
- デビュー・ミニアルバム「PASTEL GRAFFITI」（2008年10月29日發行/本人親自作詞作曲）
- 電影「2STEPS!」主題歌「NICE TO WALK ON MY WAY」中河内雅貴×古川雄大 (2008年12月24日發行)
- 古川雄大 1ST SINGLE「SUNDAY」(2009年4月1日發行/本人親自作詞作曲)
- 古川雄大 2nd SINGLE「"I"」(2009年8月26日發行)
- 古川雄大 1st FULL ALBUM「COLOR VARiATiON」(2009年10月28日發行)

### DVD
- MEN'S DVD 「ROAD」（2008年2月20日）

### 寫真集
- MEN'S Photo book 「Lu」（2008年3月19日）
- 古川雄大写真集「東京自転車物語」（2009年4月30日）
- 30th ANNIVERSARY BOOK 「Free & Easy」 （ 2017年12月15日）
- 「Gradation」（2020年3月19日）

## 相關網站
- 官方網站（日語）
- TOYOTA OFFICE（日語）
- TV LIFE 古川雄大OFFiCiAL BLOG「古川雄大のラクガキ」（日語）
- 官方网站（日語）
- 古川雄大的Ameba部落格（日語）（日語）
- 古川雄大的X（前Twitter）（日語）
- 古川雄大的Instagram帳戶（日語）
- 古川雄大在互联网电影资料库（IMDb）上的資料（英文）

1. ↑  . 體育報知. 2018-11-08  [2018-12-28]. （原始内容存档于2018-12-28）.
2. ↑  . Stage Natalie. 2019-10-09  [2019-12-10]. （原始内容存档于2023-04-22）.
3. ↑  . ORICON NEWS. 2020-09-08  [2020-09-08]. （原始内容存档于2023-04-26）.
4. ↑  . MANTANWEB. 2021-05-31  [2021-05-31]. （原始内容存档于2023-04-22）.
5. ↑  . MANTANWEB. 2021-05-31  [2021-05-31]. （原始内容存档于2023-04-16）.
6. ↑  日本テレビ放送網株式会社. . 日本テレビ.   [2021-10-18]. （原始内容存档于2022-06-25） （日语）.
7. ↑  . ORICON NEWS. 2022-03-11  [2022-03-11]. （原始内容存档于2022-06-10）.
8. ↑  . MyNavi News. 2022-06-19  [2022-06-20]. （原始内容存档于2023-04-26）.
9. ↑  . Eiga Natalie. 2022-08-23  [2022-08-23]. （原始内容存档于2023-04-22）.
10. ↑  . Eiga Natalie. 2023-03-13  [2023-03-13]. （原始内容存档于2023-03-19）.
11. ↑  . MyNavi News. 2023-03-15  [2023-03-15]. （原始内容存档于2023-04-12）.
12. ↑  . ORICON NEWS. 2023-06-02  [2023-06-02]. （原始内容存档于2023-06-04） （日语）.
13. ↑  . ORICON NEWS. 2025-01-11  [2025-01-11] （日语）.
14. ↑  . ザテレビジョン (KADOKAWA). 2019-12-04  [2019-12-10]. （原始内容存档于2023-04-28）.
15. ↑  . コミックナタリー. 株式会社ナターシャ. 2021-11-03  [2021-11-03]. （原始内容存档于2021-11-13）.
16. ↑  . ORICON NEWS (oricon ME). 2022-02-08  [2022-02-08]. （原始内容存档于2023-04-04）.
17. ↑  . 映画ナタリー (ナターシャ). 2022-04-05  [2022-04-05]. （原始内容存档于2023-04-06）.
18. ↑  . 映画ナタリー (ナターシャ). 2022-04-26  [2022-04-26]. （原始内容存档于2023-04-09）.
19. ↑  . ORICON NEWS. oricon ME. 2023-02-21  [2023-02-21]. （原始内容存档于2023-03-19）.